# Federica Isola
Federica Isola (n. 27 septembrie 1999, Milano, Italia) este o scrimeră italiană, medaliată olimpică. A participat la o ediție a Jocurilor Olimpice (2020) în care a câștigat o medalie de bronz.